# 산청 율곡사 목조아미타삼존불좌상
산청 율곡사 목조아미타삼존불좌상(山淸 栗谷寺 木造阿彌陀三尊佛坐像)은 대한민국 경상남도 산청군 율곡사에 있는 조선시대의 불상이다. 2002년 8월 14일 경상남도의 유형문화재 제373호로 지정되었다.

## 개요
산청 율곡사에 있는 나무로 만든 아미타삼존불좌상이다. 가운데 본존인 아미타여래상을 중심으로 왼쪽에는 관음보살상이 배치되고 오른쪽에는 대세지보살상이 자리하고 있다.
삼존불의 크기는 1m 이상의 사람의 키만 한 불상으로서, 자세는 등을 세우고 고개를 약간 숙인 모습의 반가부좌상으로 전체적으로 균형감 있는 모습이다.
아미타여래상은 머리는 육계의 구분이 명확하지 않으며 정상계주와 중앙계주를 표현하였고, 나발의 표현이 촘촘한 편이다. 얼굴은 방형에 가깝고, 턱선을 비교적 둥글게 처리하였으며, 이목구비가 뚜렷하여 서로 조화를 이룬다. 짧은 목 아래로 세 개의 주름인 삼도(三道)를 뚜렷이 표현하였다. 옷은 양어깨를 모두 덮은 두꺼운 대의(大衣)를 입었고, 가슴 아래로 수평의 군의(裙衣)자락이 보인다. 옷주름은 어깨와 소매, 반가부좌한 발목 아래를 중심으로 간략히 표현되었고 그 흐름이 불신을 따라 매우 자연스럽다. 양손은 따로 만들어 끼웠고 제1지와 제3지를 맞대고 있는데 그 사이에 작은 구슬을 쥐고 있다. 오른팔은 구부려 손바닥을 바깥으로 향한 채 어깨부위까지 들어올린 상태이고, 왼손은 반가부좌한 오른발 위에 얹고 있다.
관음보살상과 대세지보살상은 자세·손모양·얼굴·옷차림 등 거의 모든 면에서 본존인 아미타여래상과 공통적인 특징을 보인다. 단, 두 보살상은 장신구를 전혀 착용하지 않았으나 화려한 보관을 쓰고 있다. 얼굴 표현은 아미타여래상과 같고, 다만 본존불에 비해 조금 길고 갸름한 편이다. 옷차림은 대체적으로 본존불과 같으나, 관음보살상은 오른쪽 어깨에 반쯤 걸친 소위 반단형식이며, 등 쪽에는 왼쪽 어깨에서 넘어온 대의자락이 보이는데, 이러한 표현은 아미타여래상과 대세지보살상의 경우와는 차이를 보이고 있다.
규모는 1m 이상의 비교적 큰 크기의 아미타삼존불좌상으로, 전체적으로 균형적이고 안정감 있는 조형성을 지니고 있다. 삼존불의 특징이 거의 일치하여 같은 시기에 동시 조성된 것으로 보인다. 복장 유물은 공개되지 않았으나 조선전기에 제작된 작품이라 추정된다.

## 참고 문헌
- 산청 율곡사 목조아미타삼존불좌상 - 국가유산청 국가유산포털